# 日本認知科学会
日本認知科学会（にほんにんちかがくかい、英語: Japanese Cognitive Science Society、略称: JCSS）は、心や知能のメカニズムに関する学際的な交流を行うための学会である。心理学、言語学、教育学、哲学、社会学、人工知能、脳神経科学、情報科学などの分野を含む。
1983年に日本認知学会が設立された。1984年から夏には全国大会を開催。また、12月にも「冬のシンポジウム」を開催している。また、5つの研究分科会を持ち、それぞれ研究会を開催している。

## 歴代会長
1. 戸田正直（1983年 - 1988年）[1]
2. 長尾真（1989年 - 1990年）
3. 佐伯胖（1991年 - 1992年）
4. 安西祐一郎（1993年 - 1994年）
5. 波多野誼余夫（1995年 - 1996年）
6. 石崎俊（1997年 - 1998年）
7. 大津由紀雄（1999年 - 2000年）
8. 筧一彦（2001年 - 2002年）
9. 中島秀之（2003年 - 2004年）
10. 三宅なほみ（2005年 - 2006年）
11. 片桐恭弘（2007年 - 2008年）
12. 橋田浩一（2009年 - 2010年）
13. 横澤一彦（2011年 - 2012年）
14. 鈴木宏昭（2013年 - 2014年）
15. 大森隆司（2015年 - 2016年）
16. 三輪和久（2017年 - 2018年）
17. 植田一博（2019年 - 2020年）
18. 内海彰（2021年－2022年）(電気通信大学大学院情報理工研究科）[2]

## 学会誌
1994年度（年度は1月始まり）から学会誌「認知科学」を年間4号発行している（1994年度のみ2号まで）。
2020年3月に発行した第27巻第1号よりオンライン化した。会員は日本認知学会ウェブサイトにアクセスして、閲覧することができる。

## 文献
1. ↑  高橋 康介 (2021). “特集「戸田正直『心理学の将来』から半世紀」 編集にあたって”. 認知科学 28 (3):  329-335.
2. ↑  内海彰 (2021). “会長就任のご挨拶”. 認知科学 28 (1):  3-4.
3. ↑  服部雅史 (2020). “編集後記”. 認知科学 27 (1):  86.